# Steve Ambri
Steve Brahim Joshep Omar Ambri (ur. 12 sierpnia 1997 w Mont-Saint-Aignan) – gwinejski piłkarz francuskiego pochodzenia grający na pozycji lewego pomocnika w klubie FC Sochaux-Montbéliard.

## Kariera juniorska
Ambri grał jako junior w SC Frileuse (2003–2010, 2012–2014), Le Havre AC (2010–2012) i ESM Gonfreville (2014–2015).

## Kariera seniorska

### ESM Gonfreville
Ambri zadebiutował w barwach ESM Gonfreville 14 marca 2015 w starciu z Évry FC. Łącznie dla ESM Gonfreville Gwinejczyk rozegrał 3 mecze, nie zdobywając żadnej bramki.

### Valenciennes FC
Ambri zaliczył debiut dla Valenciennes FC 16 grudnia 2016 w zremisowanym 1:1 spotkaniu przeciwko AJ Auxerre. Pierwszego gola piłkarz ten strzelił 8 sierpnia 2017 w meczu Pucharu Francji z FC Sochaux-Montbéliard, notując dublet. Ostatecznie dla Valenciennes FC Gwinejczyk wystąpił 68 razy, zdobywając 4 bramki.
Ambri wystąpił w drugiej drużynie Valenciennes FC 7 razy w 2015 roku i dwa razy w 2020 roku.

### FC Sochaux-Montbéliard
Ambri przeniósł się do FC Sochaux-Montbéliard 1 lipca 2020. Zadebiutował on dla tego klubu 22 sierpnia 2020 w meczu z AJ Auxerre (wyg. 0:2). Pierwszą bramkę zawodnik ten zdobył 26 września 2020 w zremisowanym 1:1 spotkaniu przeciwko AC Ajaccio.

## Kariera reprezentacyjna
| Mecze i gole w reprezentacji | Mecze i gole w reprezentacji | Mecze i gole w reprezentacji | Mecze i gole w reprezentacji | Mecze i gole w reprezentacji | Mecze i gole w reprezentacji | Mecze i gole w reprezentacji | Mecze i gole w reprezentacji                    |
| Francja U-20                 | Francja U-20                 | Francja U-20                 | Francja U-20                 | Francja U-20                 | Francja U-20                 | Francja U-20                 | Francja U-20                                    |
| Lp.                          | Data                         | Miejsce                      | Gospodarz                    | Gość                         | Wynik                        | Gol                          | Rozgrywki                                       |
| ---------------------------- | ---------------------------- | ---------------------------- | ---------------------------- | ---------------------------- | ---------------------------- | ---------------------------- | ----------------------------------------------- |
| 1.                           | 27.05.2018                   | Aubagne                      | Francja U-20                 | Korea Południowa U-20        | 4:1                          | Gol                          | Mecz towarzyski                                 |
| 2.                           | 30.05.2018                   | Salon-de-Provence            | Francja U-20                 | Szkocja U-20                 | 1:0                          |                              | Mecz towarzyski                                 |
| 3.                           | 02.06.2018                   | Fos-sur-Mer                  | Francja U-20                 | Togo U-20                    | 2:0                          |                              | Mecz towarzyski                                 |
| 4.                           | 07.06.2018                   | Mallemort                    | Francja U-20                 | Kanada U-20                  | 2:1                          | Gol                          | Mecz towarzyski                                 |
| Gwinea Bissau                |                              |                              |                              |                              |                              |                              |                                                 |
| Lp.                          | Data                         | Miejsce                      | Gospodarz                    | Gość                         | Wynik                        | Gol                          | Rozgrywki                                       |
| 1.                           | 12.11.2021                   | Konakry                      | Gwinea                       | Gwinea Bissau                | 0:0                          |                              | Mistrzostwa Świata 2022 – eliminacje strefy CAF |
| 2.                           | 15.11.2021                   | Bissau                       | Gwinea Bissau                | Sudan                        | 0:0                          |                              | Mistrzostwa Świata 2022 – eliminacje strefy CAF |
| 3.                           | 11.01.2022                   | Garoua                       | Sudan                        | Gwinea Bissau                | 0:0                          |                              | Puchar Narodów Afryki 2021                      |
| 4.                           | 15.01.2022                   | Garoua                       | Egipt                        | Gwinea Bissau                | 1:0                          |                              | Puchar Narodów Afryki 2021                      |
| 5.                           | 19.01.2022                   | Garoua                       | Nigeria                      | Gwinea Bissau                | 2:0                          |                              | Puchar Narodów Afryki 2021                      |